# C'est reparti comme en 14

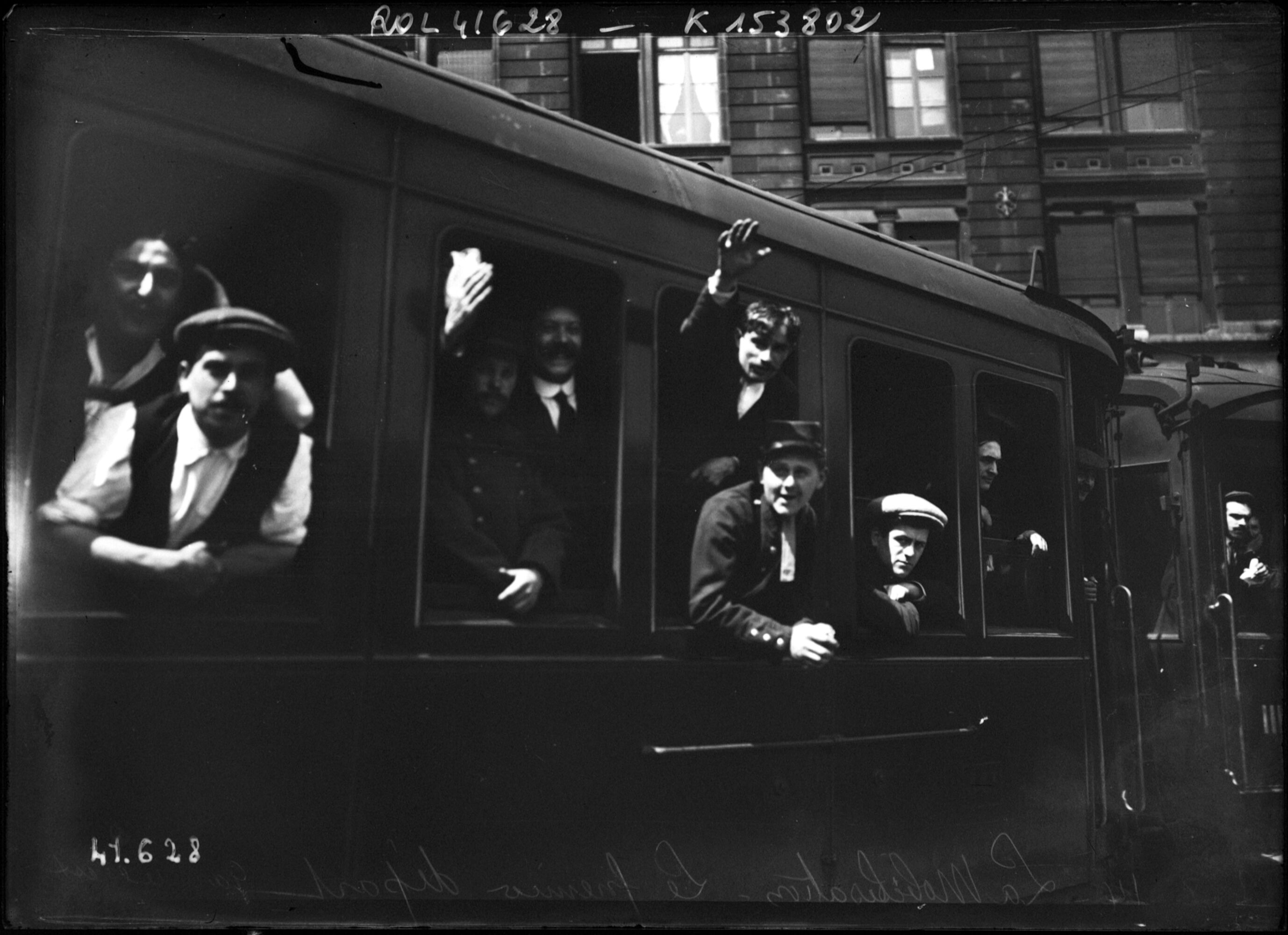
Le premier départ d'un train de mobilisés de la gare de Paris-Est, le 2 août 1914.

« C'est reparti comme en 14 » est une expression ironique française devenue populaire au début de la Seconde Guerre mondiale.

## Origine
Cette expression fait référence au début de la Première Guerre mondiale, en 1914, lorsque les soldats français sont partis, dans certaines grandes villes, « la fleur au fusil », c'est-à-dire avec entrain et insouciance, persuadés qu'ils allaient rapidement gagner la guerre contre l'Allemagne. La suite fut plus cruelle qu'attendue : quatre ans de guerre, des millions de morts et des régions dévastées.

## Utilisation
L'expression est employée de façon ironique pour désigner une situation dans laquelle des personnes s'engagent avec un enthousiasme injustifié ou pour dénoncer un conflit récurrent. Elle s'est répandue en France au début de la Seconde Guerre mondiale, lorsque ce pays s'est vu de nouveau engagé dans un conflit armé avec l'Allemagne, alors que la guerre de 1914-1918 avait été surnommée « La Der des Ders » (c'est-à-dire la dernière guerre).

## Détournements
L'expression « c'est reparti comme en 40 » est un détournement moderne de « comme en 14 », qui demeure l'expression de référence.
L'expression est devenue « c'est reparti comme en 52 » (siège de Gergovie) dans la bouche d'Agecanonix dans Astérix aux Jeux olympiques.